# Torre degli Alberti
A Torre degli Alberti egyike Firenze fennmaradt középkori lakótornyainak. A Via de'Benci és a Borgo Santa Croce utcák kereszteződésében áll. A torony a 13. századból származik, erősen restaurált. Két görög stílusú oszlop tartja a homlokzatához az 1400-as években kapcsolt tetőt, ami így egy loggiát képez. A ház földszintjén működik a Caffè delle Colonnine (azaz Az oszlopokhoz címzett) kávéház, mely egyike a város legrégebben működő kávéházainak.